# Manuel Gallur Romero

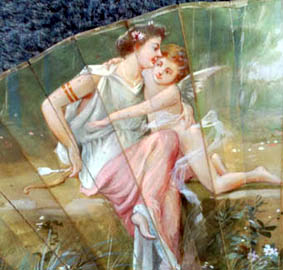
Abanico de Manuel Gallur Romero

Manuel Gallur Romero (Caudiel, 1883-Valencia, 26 de marzo de 1952) fue un pintor y decorador de abanicos español, padre del también pintor y cartelista Manuel Gallur Latorre. 

## Biografía
De muy niño se trasladó a Valencia y las primeras noticias de su actividad pictórica son de 1915 cuando se celebra en Trianón Palace una exposición de telas de abanicos, a la que él aporta su obra, otorgándosele un cuarto premio. Al año siguiente vuelve a celebrarse el certamen y en esta edición, además de participar como concursante, actuó como miembro del Jurado de admisión. En el concurso previo para premiar los carteles que han de anunciar el certamen obtuvo el segundo premio con el boceto titulado “Goyescas” y tras su clausura es nombrado vicepresidente de la sociedad de Pintores en telas de abanicos. 
Pero su actividad pictórica no se limitará a este campo, sino que lo ampliará con cuadros de diversa temática, formato y tamaño, destacando en el retrato -a lápiz y al óleo- y en el bodegón.  Incluso hizo sus pinitos en el mundo de la publicidad pues en julio de 1920 obtuvo un accésit en el concurso ce carteles anunciadores de las lámparas eléctricas de incandescencia “Bern” promovido por la Sociedad Española de Construcciones Eléctricas de Valencia. Realizó también exposiciones fuera de Valencia, en lugares tan importantes como Vigo (1939) o las Galerías Kint de Palma de Mallorca (1948).